# 香港島專線小巴36線
香港島專線小巴36線為一條來往鴨脷洲（平瀾街）至灣仔（史釗域道）的小巴路線，只限每日早上繁忙時間服務，並輔助36X線。

## 歷史
- 1986年：本線投入服務，當時每日全日行駛。[1]
- 1999年2月7日：加開途經香港仔隧道的特快班次。
- 2002年4月20日：途經香港仔隧道的特快班次正名為36X。
- 2002年5月5日：改為只在繁忙時間服務。
- 2003年9月28日：不再繞經銅鑼灣。
- 約2011年5月：營辦商自行取消晚間服務。
- 2016年7月10日：班次減為每方向開出兩班，同時鴨脷洲方向改經香港仔隧道。[2]
- 2017年8月13日：港鐵南港島綫通車後此路線所屬路線組別客量偏低，出現嚴重虧蝕，故此路線於當日起永久停辦。[3]

## 行車路線
| 1          | 鴨脷洲（平瀾街）小巴總站        | 平瀾街     |
| 2          | 惠風街                          | 惠風街     |
| 3          | 鴨脷洲大街                      | 鴨脷洲大街 |
| 4          | 百佳超級市場                    | 鴨脷洲大街 |
| 5          | 鴨脷洲診所                      | 鴨脷洲大街 |
| 6          | 鴨脷洲中心 （鴨脷洲風之塔公園） | 鴨脷洲大街 |
| 7          | 利枝道                          | 鴨脷洲橋道 |
| 8          | 鴨脷洲徑                        | 鴨脷洲橋道 |
| 鴨脷洲大橋 |                                 |            |
| 9          | 香港仔工業學校                  | 黃竹坑道   |
| 10         | 甄沾記大廈                      | 黃竹坑道   |
| 11         | 創協坊 （前好景大廈）           | 黃竹坑道   |
| 12         | 前香港仔消防局                  | 黃竹坑道   |
| 13         | 業興街                          | 黃竹坑道   |
| 14         | 海洋公園道                      | 黃竹坑道   |
| 15         | 葛量洪醫院                      | 黃竹坑道   |
| 16         | 黃竹坑老人服務綜合大樓          | 南風道     |
| 17         | 南風至柏架電纜隧道              | 南風道     |
| 18         | 深水灣道                        | 南風道     |
| 19         | 大潭水塘道                      | 黃泥涌峽道 |
| 20         | 香港網球中心                    | 黃泥涌峽道 |
| 21         | 怡園                            | 黃泥涌峽道 |
| 22         | 寶雲道                          | 司徒拔道   |
| 23         | 紀園                            | 司徒拔道   |
| 24         | 東山臺                          | 司徒拔道   |
| 25         | 嶺南小學                        | 司徒拔道   |
| 26         | 肇輝臺                          | 司徒拔道   |
| 27         | 伊利沙伯體育館                  | 皇后大道東 |
| 28         | 香港銅鑼灣太平洋帆船酒店        | 摩利臣山道 |
| 29         | 南洋酒店                        | 摩利臣山道 |
| 30         | 史釗域道小巴總站                | 史釗域道   |

| 1                        | 史釗域道小巴總站         | 史釗域道   |
| 2                        | 杜老誌道                 | 軒尼詩道   |
| 3                        | 馬師道                   | 軒尼詩道   |
| 4                        | 灣仔消防局               | 軒尼詩道   |
| 5                        | 利舞臺廣場               | 波斯富街   |
| 6                        | 紀利華木球會             | 禮頓道     |
| 7                        | 跑馬地馬場               | 摩利臣山道 |
| 黃泥涌峽天橋、香港仔隧道 |                          |            |
| 8                        | 香港仔隧道收費廣場       | 黃竹坑道   |
| 9                        | 黃竹坑遊樂場             | 黃竹坑道   |
| 10                       | 業興街                   | 黃竹坑道   |
| 11                       | 南朗山道                 | 黃竹坑道   |
| 12                       | 勝利工廠大廈             | 黃竹坑道   |
| 鴨脷洲大橋               |                          |            |
| 13                       | 金發大廈                 | 利枝道     |
| 14                       | 鴨脷洲中心               | 鴨脷洲大街 |
| 15                       | 悅海華庭                 | 悅海街     |
| 16                       | 鴨脷洲市政大廈           | 華庭街     |
| 17                       | 洪聖街                   | 鴨脷洲大街 |
| 18                       | 鴨脷洲（平瀾街）小巴總站 | 平瀾街     |

## 服務時間
由鴨脷洲（平瀾街）開往灣仔（史釗域道）
- 每日：06:30、07:30

由灣仔（史釗域道）開往鴨脷洲（平瀾街）
- 每日：07:00、08:00

只限每日早上繁忙時間服務